# Ernie Watts
Ernie Watts (Norfolk, 1945. október 23. –) amerikai Grammy-díjas dzsessz szaxofonista.
Dolgozott Charlie Haden Quartet Westjével, turnézott a Rolling Stones-szal. Frank Zappa The Grand Wazoo című albumán szintén játszott. Eljátszotta a nevezetessé vált szaxofon riffet Glenn Frey The One You Love című számában. Szabó Gáborral is készített közös albumot.

## Pályafutása
Watts a virginiai Norfolkban született. Tizenhárom éves korában kezdett szaxofonozni.
A West Chester University-n, majd – a Down Beat magazin ösztöndíjasaként – a Berklee College of Musicra járt.
Az 1960-as évek végén Buddy Rich-csel turnézott. Húsz évig altszaxofonozott a The Tonight Show Bandben. Az 1970-es években Marvin Gaye számos albumának szólistája volt.
Az 1980-as évek közepén  felvételeket készített és turnézott Torsten de Winkel német gitárossal, Steve Smith dobossal és Tom Coster billentyűssel. játszott a Charlie Haden West Quartetben. A Grease, The Color Purple filmek, a Night Court tévéműsor zeneszerzője volt.
Számos más pop- és R&B koncert szólistája volt. 2008-ban Analog Man című albuma elnyerte a legjobb dzsesszalbumnak járó Independent Music Awardot. Kétszer jutalmazták Grammy-díjjal.

## Albumok (zenekarvezetőként)
- 2017: Wheel of Time & Christof Sänger, Rudi Engel, Heinrich Köbberling
- 2009: Four Plus Four
- 1991: The Ernie Watts Quartet & Joel DiBartolo
- 1982: Chariots Of Fire
- 2008: To the Point-Live at the Jazz Bakery
- 2007: Analog Man
- 2005: Spirit Song
- 1998: Classic Moods
- 1996: The Long Road Home
- 1995: Unity
- 1994: Reaching Up
- 1991: Afoxé & Gilberto Gil
- 1989: Project Activation Earth

## Egyebek
- Quincy Jones: The Dude
- Gladys Knight & the Pips: Life
- Dave Mason: Mariposa de Oro
- Paul McCartney: Pipes Of Peace
- Rufus Seal In Red: Stompin' At The Savoy
- James Taylor: In The Pocket
- Charlie Haden & Quartet West: Always Say Goodbye
- Torsten de Winkel: Mastertouch
- Dionne Warwick: Hot! Live And Otherwise
- Donna Summer: She Works hard For The Money

## Díjak
- Grammy-díjak: https://www.grammy.com/grammys/artists/ernie-watts/6893